# Richia distichoides
Richia distichoides là một loài bướm đêm trong họ Noctuidae.